# Juan José Castillos
Juan José Castillos es un egiptólogo uruguayo nacido en 1944.

## Publicaciones
Sus principales publicaciones son:
- Orígenes del Monoteísmo Hebreo, Montevideo, 1966.
- El Arte Egipcio, Montevideo, 1973.
- Imágenes del Antiguo Egipto, Montevideo, 1980.
- Una momia egipcia de la Baja Época en el Museo Arqueológico Palacio Taranco de Montevideo, 1980.
- A reappraisal of the published evidence on Egyptian Predynastic and Early Dynastic cemeteries, Toronto, 1982 (en inglés).
- A study of the spatial distribution of large and richly endowed tombs in Egyptian Predynastic and Early Dynastic cemeteries, Toronto, 1983 (en inglés).
- Nuevas imágenes del Antiguo Egipto, Montevideo, 1989.
- Catálogo de piezas originales en el Museo de la Sociedad Uruguaya de Egiptología, Montevideo, 1990.
- Estudios Históricos, Montevideo, 1994.
- El Hombre y la Religión, Montevideo, 1996.
- El Egipto Faraónico, Montevideo, 1996.
- El Período Predinástico en Egipto, Montevideo, 2002 / The Predynastic Period in Egypt (en inglés).
- Cómo surgieron los Faraones, Montevideo, 2009.
- La evolución y naturaleza de la inequidad en el Antiguo Egipto, 2009.[2]

- Más de 110 artículos académicos desde 1973 a 2013.